# Chiesa di Santo Stefano Protomartire (Cesano Maderno)
La chiesa di Santo Stefano Protomartire è la parrocchiale di Cesano Maderno, in provincia di Monza e Brianza ed arcidiocesi di Milano; fa parte del decanato di Seregno-Seveso.

## Storia
La prima citazione di una cappella a Cesano Maderno risale al XIII secolo ed è contenuta nel Liber Notitiae Sanctorum Mediolani di Goffredo da Bussero, nel quale si legge che essa dipendeva dalla pieve di Seveso; siffatta situazione è confermata dal Liber seminarii mediolanensis del 1564.
Dalla relazione della visita pastorale del 1762 dell'arcivescovo Giuseppe Pozzobonelli si legge che la parrocchiale di Santo Stefano Protomartire, in cui aveva sede la confraternita del Santissimo Sacramento, aveva come filiali gli oratori dei Santi Angeli Custodi e Antonio da Padova, del Transito della Beata Maria Vergine, di San Biagio, di Santa Maria alla Frasca nella frazione Binzago, di Sant'Eurosia presso la Cassina Gaeta e di San Carlo al Lazzaretto.
All'inizio del Novecento la parrocchiale seicentesca, sebbene ampliata nel XIX secolo, si rivelò insufficiente a soddisfare le esigenze dei fedeli, cosicché si decise di edificarne una nuova di maggiori dimensioni. L'incarico di redigere il progetto fu affidato all'architetto Spirito Maria Chiappetta e nel 1926 iniziarono i lavori; la costruzione della chiesa, che necessitò anche della realizzazione di un possente contrafforte in riva al fiume Seveso che scorre accanto alla struttura, venne portata a compimento nel 1937.
Tra il 1971 e il 1972, con la riorganizzazione territoriale dell'arcidiocesi voluta dal cardinale Giovanni Colombo, la parrocchia confluì nel decanato di Seveso, nato dalla trasformazione del precedente omonimo vicariato.
Nel 1977 e nel 1994 si procedette a più riprese alla manutenzione delle coperture della chiesa; ulteriori interventi di risistemazione della parrocchiale furono condotti nel 2008, nel 2012 e nel 2014; nello stesso periodo si provvide ad adeguarla alle norme postconciliari mediante l'aggiunta dell'altare rivolto verso l'assemblea.

## Descrizione

### Esterno
La facciata a salienti della chiesa, rivolta a nord e mai portata a completamento, si compone di tre corpi: quello centrale, più ampio e delimitato da due contrafforti circolari, è caratterizzato dal portale maggiore e da un finestrone a sesto acuto con motivi floreali, mentre le due ali laterali presentano gli ingressi minori e delle finestre.
Non è invece presente il campanile.

### Interno
L'interno dell'edificio si compone di tre navate, che sono separate da pilastri a fascio in granito di Baveno con capitelli decorati da motivi fitoformi e sorreggenti le volte a crociera e sulle quali si affacciano le cappelle laterali e i bracci del transetto; al termine dell'aula si sviluppa il presbiterio, rialzato di alcuni gradini e chiuso dall'abside di forma poligonale.
Qui sono conservate diverse opere di pregio, tra le quali la serie di dipinti che rappresentano i Profeti raccolti attorno alla Sacra Famiglia, le quindici formelle dei Misteri del Rosario, le due statue raffiguranti i Santi Giuseppe e Rita, le tele della Via Crucis, eseguite nel 1963 da Giorgio Scarpati, e la pala dell'altare maggiore avente come soggetto Santo Stefano, dipinta da Lazzaro Pasini.